# Vollreserve-System
Das Vollreserve-System ist ein hypothetisches restriktiveres Währungssystem, bei dem es kein verdecktes Buchgeld bzw. Giralgeld gibt. Im Vollreserve-System können Banken Kredite nur in der Höhe von Kundeneinlagen plus Zentralbankgeld vergeben. Dabei ist das Zentralbankgeld das Geld, das sich die Geschäftsbanken von der Zentralbank leihen.
Im Unterschied zum heute üblichen Teilreserve-System bzw. Mindestreserve-System schöpft die Geschäftsbank bei der Kreditvergabe an Kunden kein zusätzliches Buchgeld/Giralgeld. In der Folge besteht die gesamte Geldmenge im Vollreserve-System ausschließlich aus Zentralbankgeld. Die Vorteile des Vollreserve-Systems liegen in der Entkoppelung der Geldmenge von der Solvenz der Banken sowie einer direkten Kontrolle der Geldmenge durch die Zentralbank. Aus der Sicht der Geschäftsbanken ergibt sich für diese der Nachteil, dass sie alle Kredite, welche sie nicht aus den Einlagen ihrer Sparer abdecken können, durch von der Zentralbank geliehenes Geld bestreiten müssen und somit von der Zustimmung der Zentralbank abhängig sind.

## Geschichte
Die Amsterdamer Wechselbank war ein Vollreserve-Geldhaus, bis sie 1781 über ihren Geldbestand hinaus Geld herausgab und eine fraktionale Reservebank wurde. Bis dahin behielt sie ihre Depositen und lieh sie nicht wieder aus. Die Bank of England, die durch einen Schuldenbeteiligungstausch entstand, hielt dagegen nur eine Teilreserve bei sich und verlieh darüber hinaus Geld. Ihre Rolle als Kreditgeber letzter Instanz entwickelte die Bank über die Südseeblase. Europaweit entstand in dieser Zeit ein Teilreservesystem.
Irving Fisher und andere US-Ökonomen betrachteten in einer Analyse der Weltwirtschaftskrise ab 1929 die nur durch einen Mindestreservesatz begrenzte Giralgeldschöpfung der Geschäftsbanken als problematisch. Bei einer ausgeprägten Anlegerpanik erweise sich der Mindestreservesatz allein als nicht ausreichend, einen Bank Run abzufedern. Zudem stehe der dynamischen Giralgeldschöpfung im Falle eines wirtschaftlichen Abschwungs potentiell eine ebenso dynamische Giralgeldkontraktion gegenüber. Dies verstärke eine Rezession und könne über die Schuldendeflation eine Depression verursachen. 1936 veröffentlichte Fisher seine Arbeiten zum 100-%-Geld. Nach diesem Ansatz sollte die Kreditvergabe der Banken ausschließlich mit hinterlegtem Zentralbankgeld erfolgen dürfen. Dies habe den Vorteil, dass die Geldmenge im Konjunkturzyklus nicht so stark schwanke und damit die monetaristischen Ursachen des Konjunkturzyklus eingedämmt würden. Bank Runs wären keine Gefahr mehr, da Banken immer zu 100 % liquide seien. Zudem sei die staatliche und private Verschuldung niedriger, da die Geldschöpfung nicht mehr von einer Kreditaufnahme des Staates und der Privaten abhängig wäre.

## Theorien
- Der Chicago Plan war ein Entwurf hinsichtlich eines Vollreserve-Systems. Alle Guthaben, die Banken einräumen, sollen zu hundert Prozent mit Zentralbankgeld gedeckt werden müssen.[4]
- 100% money war ein Entwurf von Irving Fisher, der sich auf den Chicago Plan stützte. Fisher sah das Mindestreservesystem verantwortlich für die Great Depression.[4]
- Der Wirtschaftswissenschaftler Walter Eucken sah zwar in einem solchen System die monetäre Instabilität durch Privatbanken beseitigt, weil die Notenbank die Kontrolle über die Geldmenge hätte. Aber die Notenbank unterläge weiterhin staatlichen Einflüssen, weshalb die Geldpolitik kein Automatismus wäre. Eucken fürchtete, dass es zu Inflation kommen könnte, wenn die Notenbank zu viele Staatsanleihen kaufe, aber auch eine Deflation wäre nicht ausgeschlossen, weil die Nachfrage des Privatsektors ausbliebe.[5]